# ガエターノ・カストロヴィッリ
ガエターノ・カストロヴィッリ（Gaetano Castrovilli, 1997年2月17日 - ）は、イタリア・ミネルヴィーノ・ムルジェ出身のプロサッカー選手。元イタリア代表。ポジションはミッドフィールダー。

## 経歴

### 幼少期
7歳の頃まではバレエを習っていた。その後バーリの大ファンであった祖父の死を転機に、地元のクラブであるミネルヴィーノでサッカーを始めた。2008年にバーリの入団テストを受け、そこで300人以上の参加者の中でクラブマネージャーの目に留まり同クラブの下部組織に入団することとなった。

### クラブ

#### バーリ
2015年5月22日、セリエB最終節のスペツィア戦でプロデビュー。バーリでの活躍によって国内のビッグクラブであるユヴェントス、ミラン、フィオレンティーナなどから関心を寄せられ、2016年3月には、トルネオ・ディ・ヴィアレッジョに出場するためフィオレンティーナのプリマヴェーラにローン移籍。2016-17はシーズンバーリに復帰し、トップチームでセリエB10試合に出場した。

#### フィオレンティーナ
2017年1月23日、買い取り義務が設定されたローンでフィオレンティーナに移籍。当初はプリマヴェーラに所属し、11試合で6ゴール9アシストを記録した。
2017-18シーズンは、出場機会を増やし経験を積むため、セリエBに昇格したクレモネーゼにローン移籍。2018年7月3日、クレモネーゼとのローン契約を延長し、20018-19シーズンも同クラブでプレイすることとなった。12月30日、リーグ第19節のペルージャ戦では1試合2ゴール、さらにアシストも記録した。
2019-20シーズンはフィオレンティーナにローンバックし、新たにトップチームの監督に就任したヴィンチェンツォ・モンテッラは、プレシーズンのカストロヴィッリのパフォーマンスにを見て、トップチームのスカッドに残る可能性が高いと評した。2019年8月24日、シーズン開幕節のナポリ戦で先発起用され、セリエA初出場。9月29日、第6節のミラン戦でセリエA初ゴールを挙げ、3-1での勝利に貢献した。
2022年4月16日、リーグ第33節のヴェネツィア戦で前十字靭帯と半月板を損傷する重傷を負い、回復まで8 - 10か月の見込みと診断され、長期離脱を余儀なくされた。
2022-23シーズン前半までをリハビリに費やし、2023年1月4日、リーグ第16節のモンツァ戦で実戦復帰。この復帰戦は、フィオレンティーナでの100試合目でもあった。

#### ラツィオ
2024年7月19日、ラツィオにフリーで移籍。8月18日、2024-25シーズン開幕節のヴェネツィア戦で移籍後初出場。
2025年1月31日、モンツァにシーズン終了までの契約でローン移籍。

### 代表
2017年からイタリアの世代別代表に選出されている。2018年10月にはU-21代表に初招集されたが、負傷のため断念せざるを得ず、11月15日イングランドとの親善試合でU-21代表初出場。
2019年11月、UEFA EURO予選に臨むA代表に初めて召集され、111月5日のアウェイでのボスニア・ヘルツェゴビナ戦で途中出場し、A代表初キャップ。
2021年6月、負傷で離脱したロレンツォ・ペッレグリーニに代わり、UEFA EURO 2020を戦う代表メンバーに召集された。

## プレイスタイル
トップ下から、インサイドハーフ、レジスタまでこなせる多様性を持っている。中盤とアタッカーを繋ぐ役割として特に優れていると評される。本人はマルコ・ヴェッラッティにインスピレーションを受けていると話す。

## 個人成績

### クラブ
| 国内大会個人成績 | 国内大会個人成績   | 国内大会個人成績 | 国内大会個人成績 | 国内大会個人成績 | 国内大会個人成績 | 国内大会個人成績 | 国内大会個人成績 | 国内大会個人成績 | 国内大会個人成績 | 国内大会個人成績 | 国内大会個人成績 |
| 年度             | クラブ             | 背番号           | リーグ           | リーグ戦         | リーグ戦         | リーグ杯         | リーグ杯         | オープン杯       | オープン杯       | 期間通算         | 期間通算         |
| 年度             | クラブ             | 背番号           | リーグ           | 出場             | 得点             | 出場             | 得点             | 出場             | 得点             | 出場             | 得点             |
| イタリア         | イタリア           | イタリア         | イタリア         | リーグ戦         | リーグ戦         | イタリア杯       | イタリア杯       | オープン杯       | オープン杯       | 期間通算         | 期間通算         |
| ---------------- | ------------------ | ---------------- | ---------------- | ---------------- | ---------------- | ---------------- | ---------------- | ---------------- | ---------------- | ---------------- | ---------------- |
| 2014-15          | バーリ             | 30               | セリエB          | 1                | 0                | 0                | 0                | -                | -                | 1                | 0                |
| 2015-16          | バーリ             | 14               | セリエB          | 0                | 0                | 0                | 0                | -                | -                | 0                | 0                |
| 2016-17          | バーリ             | 21               | セリエB          | 10               | 0                | 1                | 0                | -                | -                | 11               | 0                |
| 2017-18          | クレモネーゼ       | 6                | セリエB          | 26               | 1                | 2                | 0                | -                | -                | 28               | 1                |
| 2018-19          | クレモネーゼ       | 8                | セリエB          | 26               | 4                | 1                | 1                | -                | -                | 27               | 5                |
| 2019-20          | フィオレンティーナ | 8                | セリエA          | 33               | 3                | 2                | 0                | -                | -                | 35               | 3                |
| 2020-21          | フィオレンティーナ | 10               | セリエA          | 34               | 5                | 3                | 0                | -                | -                | 37               | 5                |
| 2021-22          | フィオレンティーナ | 10               | セリエA          | 23               | 1                | 4                | 0                | -                | -                | 27               | 1                |
| 2022-23          | フィオレンティーナ | 10               | セリエA          | 15               | 2                | 4                | 0                | -                | -                | 19               | 2                |
| 2023-24          | フィオレンティーナ | 17               | セリエA          | 6                | 1                | 0                | 0                | -                | -                | 6                | 1                |
| 2024-25          | ラツィオ           | 22               | セリエA          | 9                | 0                | 1                | 0                | -                | -                | 10               | 0                |
| 2024-25          | モンツァ           | 11               | セリエA          | 12               | 0                | -                | -                | -                | -                | 12               | 0                |
| 通算             | イタリア           | イタリア         | セリエB          | 63               | 5                | 4                | 1                | -                | -                | 67               | 6                |
| 通算             | イタリア           | イタリア         | セリエA          | 132              | 12               | 14               | 0                | -                | -                | 146              | 12               |
| 総通算           | 総通算             | 総通算           | 総通算           | 195              | 17               | 18               | 1                | 0                | 0                | 213              | 18               |

### 代表
| イタリア代表 | 国際Aマッチ | 国際Aマッチ |
| 年           | 出場        | 得点        |
| ------------ | ----------- | ----------- |
| 2019         | 1           | 0           |
| 2020         | 0           | 0           |
| 2021         | 3           | 0           |
| 通算         | 4           | 0           |

## タイトル

### 代表
イタリア代表
- UEFA欧州選手権（2021）